# Lactobacillus perolens
Lactobacillus perolens è una specie di batterio appartenente alla famiglia delle Lactobacillaceae.